# Regalecidae
Famille
Les Regalecidés (Oarfish en anglais) forment une famille de poissons comprenant les poissons appelés régalec ou poisson-ruban. Ces derniers sont pélagiques et peuvent atteindre des longueurs impressionnantes (couramment de 4 à 8 mètres, voire parfois 11 mètres).

## Liste des genres
Selon World Register of Marine Species (22 avril 2014) :
- genre Agrostichthys Phillipps, 1924
  - Agrostichthys parkeri (Benham, 1904)
- genre Regalecus Ascanius, 1772
  - Regalecus glesne Ascanius, 1772
  - Regalecus kinoi Castro-Aguirre, Arvizu-Martinez & Alarcón-Gonzalez, 1991
  - Regalecus russelii (Cuvier, 1816)

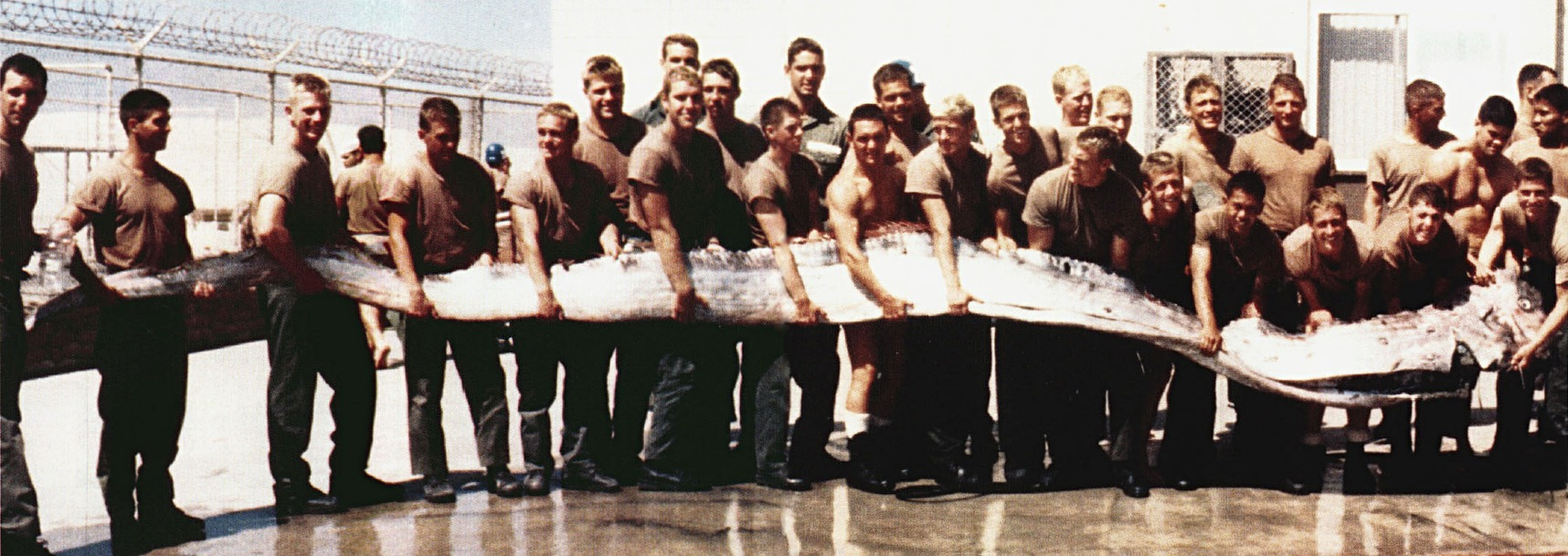
Régalec géant trouvé sur une plage près de San Diego en Californie.